# James Francis Stephens
James Francis Stephens (* 16. September 1792 in London; † 22. Dezember 1852 ebenda) war ein englischer Zoologe.
Stephens war von 1807 bis 1845 an der „Admiralty“ (dem Marineministerium) im Somerset House in London angestellt. In seiner freien Zeit half er dem Zoologen William Elford Leach bei der Anlage der Insektensammlung des British Museum. Nach seinem Ruhestand wurde seine eigene Insektensammlung, die auch viele Holotypen enthielt, vom British Museum angekauft.
1833 war er Mitgründer der „Entomological Society of London“, einer Vorgängerorganisation der Royal Entomological Society of London. Von 1837 bis 1838 war er dort Präsident.

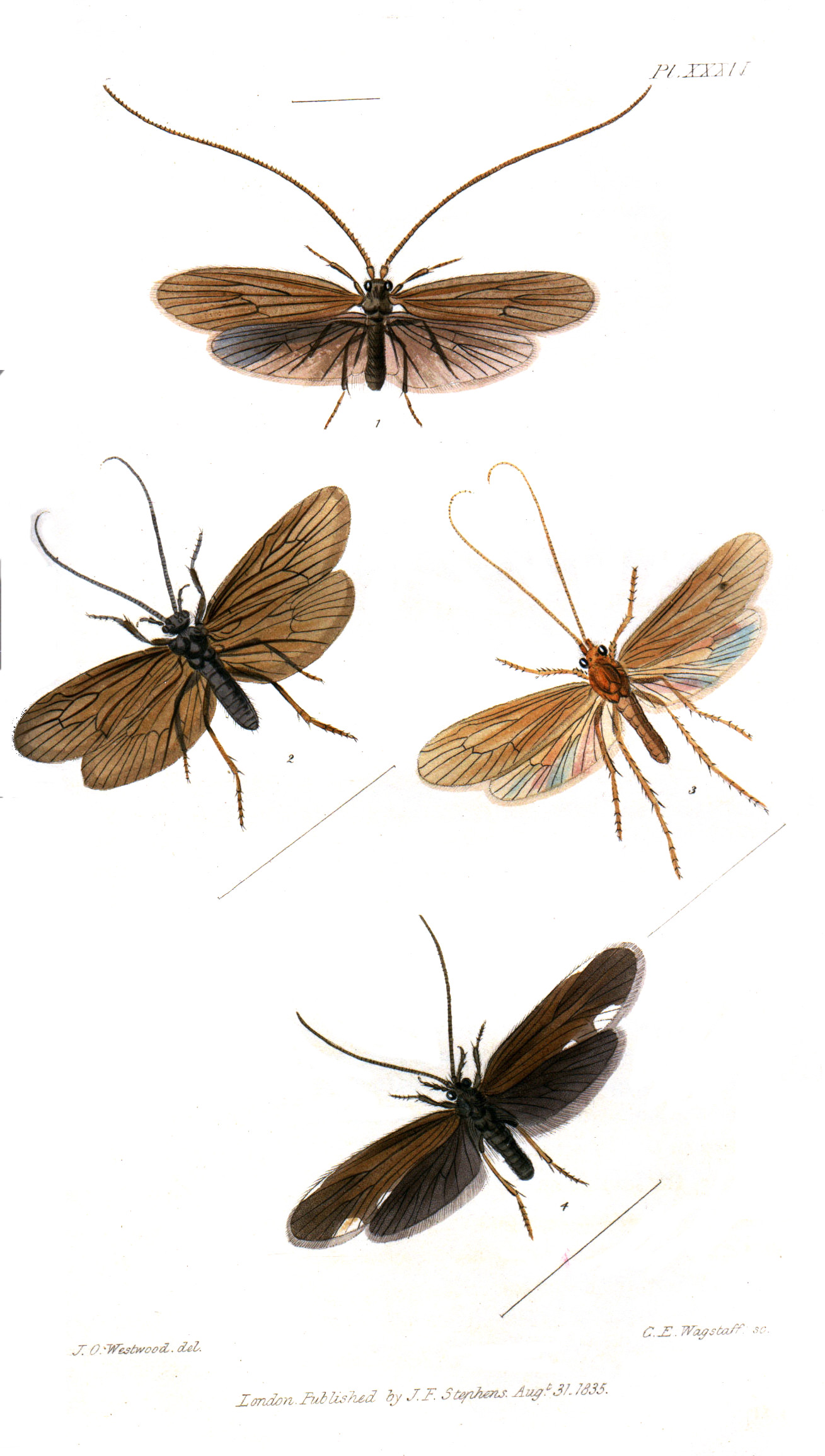
Illustration von Köcherfliegen (Trichoptera) aus Stephens British Entomology

## Werke
- Nomenclature of British Insects: Being a Compendious List of Such Species. 1829.
- General Zoology, or systematic natural history. 1800–26: Die letzten 6 Bände dieses 16-bändigen Werks gab Stephens nach dem Tod von George Shaw heraus.
- A systematic Catalogue of British insects: being an attempt to arrange all the hitherto discovered indigenous insects in accordance with their natural affinities. Containing also the references to every English writer on entomology, and to the principal foreign authors. With all the published British genera to the present time. 1829.
- Illustrations of British Entomology; or, a synopsis of indigenous insects, containing their generic and specific distinctions; with an account of their metamorphoses, times of appearance, localities, food, and economy, as far as practicable. 10 Bände, 1828–1846. Online.
- A Manual of British Beetles. 1839.